# Зи Зи Хилл
Зи Зи Хилл (англ. Z. Z. Hill, настоящее имя Арзелл Джей Хилл (англ. Arzell J. Hill); 30 сентября 1935, Нейплс, Техас, США — 27 апреля 1993, Даллас, Техас, США) — американский блюзовый вокалист и автор песен. Лауреат Blues Music Awards в номинациях «Песня года» (1982), «Блюзовый вокалист» (1983, 1984), номинант Blues Music Awards в номинациях «Исполнитель современного блюза» (1982, 1983, 1984), "«Альбом современного блюза» (1982, 1984), «Блюзовый вокалист» (1982). Записи музыканта включены в Зал славы блюза как классические записи блюза (2000, 2005) .

## Биография
Арзелл Хилл родился в Нейплсе, штат Техас в 1935 году в семье Мэтью У. Хилла и Малисии (Вудс) Хилл . Начал петь в подростковом возрасте. 
В 1954 году он перебрался в Даллас, и начал свою профессиональную музыкальную карьеру как участник госпел-группы The Spiritual Five, гастролирующей по Техасу. Под влиянием творчества Сэма Кука, Би Би Кинга и Бобби Блу Блэнда начал писать и исполнять собственные песни в клубах Далласа и вокруг него. Он взял себе сценическое имя Z.Z. Hill как подражание, своеобразный оммаж Би Би Кингу (и сам, в свою очередь послужил, по одной из версий, основой для названия группы ZZ Top). 
Воодушевлённый Отисом Реддингом, который однажды побывал на выступлении Зи Зи Хилла, в конце 1950-х он отправился в Калифорнию, к своем брату Мэтту Хиллу,  подающему надежды продюсеру. В 1960 году Мэтт Хилл записал шесть песен Зи Зи Хилла и даже продал их в Chess Records, но они решили их не выпускать. Разочарованный Мэтт Хилл создал свои компании Mesa и M.H. и в 1963 году на ней Зи Зи Хилл выпустил свой первый сингл «Five Will Get You Ten», который неплохо продавался на местном уровне и затем «You Were Wrong» (оба были записаны в гаражной студии)  Этот сингл продержался неделю на сотом месте в Billboard Hot 100, чего оказалось достаточно для подписания контракта с Kent Records. 15 сентября 1964 года состоялась первая запись Зи Зи Хилла в профессиональной студии. Большинство песен 1960-х, периода контракта с Kent, были написаны Зи Зи Хиллом и аранжированы саксофонистом Максвеллом Дэвисом. Однако ни один сингл больше не попал в горячую сотню, хотя песни и были достаточно популярны.
В 1968 году Ззи Зи Хилл оставил Kent Records и подписал контракт на альбом с Capricorn Records, но на фоне разногласий с владельцем фирмы, его контракт был перепродан в Mankind Records, которая в 1971 году выпустила альбом The Brand New Z.Z. Hill. В то же время Зи Зи Хилл на фирме брата записал песню «Don’t Make Me Pay for His Mistakes», которая стала самым успешной в карьере певца, добравшись до 62 места в Billboard Hot 100. При посредстве брата Зи Зи Хилл подписал контракт с United Artists, где в помощь Зи Зи Хиллу для аранжировок были направлены такие композиторы, как Алан Туссен и Ламон Дозье. United Artists выпустила три альбома и несколько синглов Зи Зи Хилла и все они имели успех. После внезапной смерти брата, Зи Зи Хилл ушёл из United Artists и подписал контракт с Columbia Records, которая выпустила два альбома и несколько синглов, включая «Love Is So Good When You’re Stealing It», который провел летом 1977 года 18 недель в Billboard R&B chart. 
В 1979 году Зи Зи Хилл покинул и Columbia Records, и Нью-Йорк, и вернулся на Юг, где подписал контракт с Malaco Records. В этой фирме певец много работал с автором песен Джорджем Джексоном, и это принесло свой результат. Первый же сингл «Cheating in the Next Room», выпущенный в начале 1982 году попал в первую двадцатку Billboard R&B chart и провёл в чарте 20 недель. Альбом 1982 года Down Home оставался в Billboard Soul Album Chart почти два года и был номинирован на Blues Music Award. Песня с этого альбома «Down Home Blues» была признана песней года. И песня, и альбом в 2000 и 2005 годах соответственно были причислены к классике блюза и введены в Зал славы блюза. 
Во время гастролей в феврале 1984 года Зи Зи Хилл попал в автомобильную аварию. В последний раз он выступил 23 апреля 2023 года в Далласе. 27 апреля 2023 года он был обнаружен без сознания рядом со своим домом. Реанимация в больнице к успеху не привела и была констатирована смерть музыканта. Причиной смерти стал инфаркт миокарда вследствие оторвавшегося тромба в ноге, который в свою очередь образовался после автомобильной аварии. Похоронен на кладбище Gethsemane Cemetery в Нейплсе .
Об альбоме Down Home писали: «Внезапно на музыкальном рынке, где доминировал механически ритм диско и росло влияние рэпа и хип-хопа, появился певец, чей голос звучал как смесь гравия и болотной грязи» 
«Техасский певец ZZ Hill сумел реанимировать как свою собственную полузатухающую карьеру, так и весь жанр в целом, когда он подписал контракт с базирующейся в Джексоне, штат Миссисипи, компанией Malaco Records в 1980 году и начал рычать, исполняя самые бескомпромиссные блюзы, которые когда-либо звучали на черных радиостанциях» 

## Дискография

### LP
- The Soul Stirring Z.Z. Hill (Kent, 1965)
- A Whole Lot of Soul (Kent, 1967)
- The Brand New Z.Z. Hill (Mankind, 1971)
- The Bluest Blues (Excello, 1971, переиздание альбома Mankind)
- Z.Z. Hill’s Greatest Hits: Dues Paid in Full (Kent, 1972)
- The Best Thing That’s Happened to Me (United Artists, 1973)
- Z.Z. (United Artists, 1974)
- Keep on Loving You (United Artists, 1975)
- Let’s Make a Deal (Columbia, 1977)
- The Mark of Z.Z. Hill (Columbia, 1979)
- Z.Z. Hill (Malaco, 1981)
- Down Home (Malaco, 1982)
- The Rhythm & the Blues (Malaco, 1982)
- Velvet Soul (Malibu, 1982)
- I’m a Blues Man (Malaco, 1983)
- Bluesmaster (Malaco, 1984)
- Thrill on the Z.Z. Hill (Rare Bullet, 1984 переиздание альбома Malaco)
- When a Man Loves a Woman (Kent, 1984)
- In Memoriam 1935—1984 (Malaco, 1985)
- Greatest Hits (Malaco, 1986)

### Синглы, попавшие в чарты
| Год  | Сингл                                     | Позиция в чарте | Позиция в чарте |
| Год  | Сингл                                     | US Pop          | US R&B          |
| ---- | ----------------------------------------- | --------------- | --------------- |
| 1964 | «You Were Wrong»                          | 100             | 20              |
| 1965 | «Hey Little Girl»                         | 134             | —               |
| 1968 | «You Got What I Need»                     | 129             | —               |
| 1971 | «Don’t Make Me Pay for His Mistakes»      | 62              | 17              |
| 1971 | «I Need Someone (To Love Me)»             | 86              | 30              |
| 1971 | «Chokin' Kind»                            | 108             | 30              |
| 1972 | «Second Chance»                           | —               | 39              |
| 1972 | «It Ain’t No Use»                         | —               | 34              |
| 1973 | «Ain’t Nothing You Can Do»                | 114             | 37              |
| 1973 | «I Don’t Need Half a Love»                | —               | 63              |
| 1974 | «Let Them Talk»                           | —               | 74              |
| 1974 | «Am I Groovin' You»                       | —               | 84              |
| 1974 | «I Keep On Lovin' You»                    | 104             | 39              |
| 1975 | «I Created a Monster»                     | 109             | 40              |
| 1977 | «Love Is So Good When You’re Stealing It» | 102             | 15              |
| 1978 | «This Time They Told the Truth»           | —               | 42              |
| 1982 | «Cheating in the Next Room»               | —               | 19              |
| 1984 | «Get a Little, Give a Little»             | —               | 85              |